# Karel Salvator van Oostenrijk

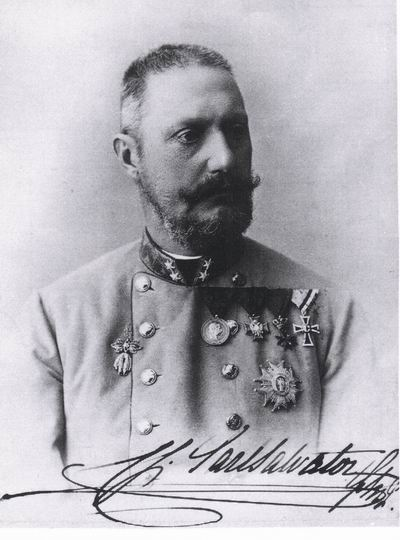
Karel Salvator van Oostenrijk

Karel Salvator van Habsburg-Lotharingen (Florence, 30 april 1839 – Wenen, 18 januari 1892), aartshertog van Oostenrijk, prins van Toscane, was een lid van het huis Habsburg-Lotharingen. Hij was de tweede zoon van groothertog Leopold II van Toscane uit diens tweede huwelijk met Maria Antonia van Bourbon-Sicilië, dochter van koning Frans I der Beide Siciliën.

## Leven
Karel Salvator trad op 19 september 1861 te Rome in het huwelijk met prinses Maria Immaculata van Bourbon-Sicilië, een dochter van koning Ferdinand II der Beide Siciliën. Uit dit huwelijk werden tien kinderen geboren:
- Maria Theresia (1862-1933), gehuwd met aartshertog Karel Stefan van Oostenrijk
- Leopold Salvator (1863-1931)
- Frans Salvator (1866-1939), gehuwd met aartshertogin Marie-Valerie van Oostenrijk (een dochter van keizer Frans Jozef I van Oostenrijk)
- Caroline Marie (1869-1945), gehuwd met prins August Leopold van Saksen-Coburg en Gotha (een kleinzoon van keizer Peter II van Brazilië en neef van koning Ferdinand van Bulgarije)
- Albrecht Salvator (1871-1896)
- Maria Antoinette (1874-1891)
- Maria Immaculata (1878-1968), gehuwd met hertog Robert van Württemberg (een zoon van Filips van Württemberg)
- Reinier Salvator (1880-1889)
- Henriëtte (1884-1886)
- Ferdinand Salvator (1888-1891).

Karel Salvators grootste vermaak was het rondtouren in omnibussen en trams. Hij was een buitengewoon goed handwerksman en specialiseerde zich in het vervaardigen van vernunftige sloten.

## Kwartierstaat
| Keizer Leopold II (1747-1792)             | Keizer Leopold II (1747-1792)             | Keizer Leopold II (1747-1792)             | Keizer Leopold II (1747-1792)             | Keizer Leopold II (1747-1792)             | Keizer Leopold II (1747-1792)             |                                       |                                       | Marie Louise van Bourbon (1745-1792)  | Marie Louise van Bourbon (1745-1792)  | Marie Louise van Bourbon (1745-1792) | Marie Louise van Bourbon (1745-1792) | Marie Louise van Bourbon (1745-1792) | Marie Louise van Bourbon (1745-1792) |                                    |                                    | Ferdinand I der Beide Siciliën (1751-1825)   | Ferdinand I der Beide Siciliën (1751-1825)   | Ferdinand I der Beide Siciliën (1751-1825)   | Ferdinand I der Beide Siciliën (1751-1825)   | Ferdinand I der Beide Siciliën (1751-1825)   | Ferdinand I der Beide Siciliën (1751-1825)   |  |  | Maria Carolina van Oostenrijk (1752-1814) | Maria Carolina van Oostenrijk (1752-1814) | Maria Carolina van Oostenrijk (1752-1814) | Maria Carolina van Oostenrijk (1752-1814) | Maria Carolina van Oostenrijk (1752-1814) | Maria Carolina van Oostenrijk (1752-1814) |                                               |                                               | Karel IV van Spanje (1748-1819)               | Karel IV van Spanje (1748-1819)               | Karel IV van Spanje (1748-1819)               | Karel IV van Spanje (1748-1819)               | Karel IV van Spanje (1748-1819)            | Karel IV van Spanje (1748-1819)            |                                        |                                        | Maria Louisa van Parma (1751-1819)        | Maria Louisa van Parma (1751-1819)        | Maria Louisa van Parma (1751-1819)        | Maria Louisa van Parma (1751-1819)        | Maria Louisa van Parma (1751-1819)        | Maria Louisa van Parma (1751-1819)        |  |  |                      |                      |                      |                      |                      |                      |
| Keizer Leopold II (1747-1792)             | Keizer Leopold II (1747-1792)             | Keizer Leopold II (1747-1792)             | Keizer Leopold II (1747-1792)             | Keizer Leopold II (1747-1792)             | Keizer Leopold II (1747-1792)             |                                       |                                       | Marie Louise van Bourbon (1745-1792)  | Marie Louise van Bourbon (1745-1792)  | Marie Louise van Bourbon (1745-1792) | Marie Louise van Bourbon (1745-1792) | Marie Louise van Bourbon (1745-1792) | Marie Louise van Bourbon (1745-1792) |                                    |                                    | Ferdinand I der Beide Siciliën (1751-1825)   | Ferdinand I der Beide Siciliën (1751-1825)   | Ferdinand I der Beide Siciliën (1751-1825)   | Ferdinand I der Beide Siciliën (1751-1825)   | Ferdinand I der Beide Siciliën (1751-1825)   | Ferdinand I der Beide Siciliën (1751-1825)   |  |  | Maria Carolina van Oostenrijk (1752-1814) | Maria Carolina van Oostenrijk (1752-1814) | Maria Carolina van Oostenrijk (1752-1814) | Maria Carolina van Oostenrijk (1752-1814) | Maria Carolina van Oostenrijk (1752-1814) | Maria Carolina van Oostenrijk (1752-1814) |                                               |                                               | Karel IV van Spanje (1748-1819)               | Karel IV van Spanje (1748-1819)               | Karel IV van Spanje (1748-1819)               | Karel IV van Spanje (1748-1819)               | Karel IV van Spanje (1748-1819)            | Karel IV van Spanje (1748-1819)            |                                        |                                        | Maria Louisa van Parma (1751-1819)        | Maria Louisa van Parma (1751-1819)        | Maria Louisa van Parma (1751-1819)        | Maria Louisa van Parma (1751-1819)        | Maria Louisa van Parma (1751-1819)        | Maria Louisa van Parma (1751-1819)        |  |  |                      |                      |                      |                      |                      |                      |
|                                           |                                           |                                           |                                           |                                           |                                           |                                       |                                       |                                       |                                       |                                      |                                      |                                      |                                      |                                    |                                    |                                              |                                              |                                              |                                              |                                              |                                              |  |  |                                           |                                           |                                           |                                           |                                           |                                           |                                               |                                               |                                               |                                               |                                               |                                               |                                            |                                            |                                        |                                        |                                           |                                           |                                           |                                           |                                           |                                           |  |  |                      |                      |                      |                      |                      |                      |
|                                           |                                           |                                           |                                           |                                           |                                           |                                       |                                       |                                       |                                       |                                      |                                      |                                      |                                      |                                    |                                    |                                              |                                              |                                              |                                              |                                              |                                              |  |  |                                           |                                           |                                           |                                           |                                           |                                           |                                               |                                               |                                               |                                               |                                               |                                               |                                            |                                            |                                        |                                        |                                           |                                           |                                           |                                           |                                           |                                           |  |  |                      |                      |                      |                      |                      |                      |
|                                           |                                           |                                           |                                           | Ferdinand III van Toscane (1769-1824)     | Ferdinand III van Toscane (1769-1824)     | Ferdinand III van Toscane (1769-1824) | Ferdinand III van Toscane (1769-1824) | Ferdinand III van Toscane (1769-1824) | Ferdinand III van Toscane (1769-1824) |                                      |                                      |                                      |                                      |                                    |                                    | Louisa Maria van Bourbon-Sicilië (1773-1802) | Louisa Maria van Bourbon-Sicilië (1773-1802) | Louisa Maria van Bourbon-Sicilië (1773-1802) | Louisa Maria van Bourbon-Sicilië (1773-1802) | Louisa Maria van Bourbon-Sicilië (1773-1802) | Louisa Maria van Bourbon-Sicilië (1773-1802) |  |  | Frans I der Beide Siciliën (1777-1830)    | Frans I der Beide Siciliën (1777-1830)    | Frans I der Beide Siciliën (1777-1830)    | Frans I der Beide Siciliën (1777-1830)    | Frans I der Beide Siciliën (1777-1830)    | Frans I der Beide Siciliën (1777-1830)    |                                               |                                               |                                               |                                               |                                               |                                               | Maria Isabella van Bourbon (1789-1848)     | Maria Isabella van Bourbon (1789-1848)     | Maria Isabella van Bourbon (1789-1848) | Maria Isabella van Bourbon (1789-1848) | Maria Isabella van Bourbon (1789-1848)    | Maria Isabella van Bourbon (1789-1848)    |                                           |                                           |                                           |                                           |  |  |                      |                      |                      |                      |                      |                      |
|                                           |                                           |                                           |                                           | Ferdinand III van Toscane (1769-1824)     | Ferdinand III van Toscane (1769-1824)     | Ferdinand III van Toscane (1769-1824) | Ferdinand III van Toscane (1769-1824) | Ferdinand III van Toscane (1769-1824) | Ferdinand III van Toscane (1769-1824) |                                      |                                      |                                      |                                      |                                    |                                    | Louisa Maria van Bourbon-Sicilië (1773-1802) | Louisa Maria van Bourbon-Sicilië (1773-1802) | Louisa Maria van Bourbon-Sicilië (1773-1802) | Louisa Maria van Bourbon-Sicilië (1773-1802) | Louisa Maria van Bourbon-Sicilië (1773-1802) | Louisa Maria van Bourbon-Sicilië (1773-1802) |  |  | Frans I der Beide Siciliën (1777-1830)    | Frans I der Beide Siciliën (1777-1830)    | Frans I der Beide Siciliën (1777-1830)    | Frans I der Beide Siciliën (1777-1830)    | Frans I der Beide Siciliën (1777-1830)    | Frans I der Beide Siciliën (1777-1830)    |                                               |                                               |                                               |                                               |                                               |                                               | Maria Isabella van Bourbon (1789-1848)     | Maria Isabella van Bourbon (1789-1848)     | Maria Isabella van Bourbon (1789-1848) | Maria Isabella van Bourbon (1789-1848) | Maria Isabella van Bourbon (1789-1848)    | Maria Isabella van Bourbon (1789-1848)    |                                           |                                           |                                           |                                           |  |  |                      |                      |                      |                      |                      |                      |
|                                           |                                           |                                           |                                           |                                           |                                           |                                       |                                       |                                       |                                       | Leopold II van Toscane (1797-1870)   | Leopold II van Toscane (1797-1870)   | Leopold II van Toscane (1797-1870)   | Leopold II van Toscane (1797-1870)   | Leopold II van Toscane (1797-1870) | Leopold II van Toscane (1797-1870) |                                              |                                              |                                              |                                              |                                              |                                              |  |  |                                           |                                           |                                           |                                           |                                           |                                           | Maria Antonia van Bourbon-Sicilië (1814-1898) | Maria Antonia van Bourbon-Sicilië (1814-1898) | Maria Antonia van Bourbon-Sicilië (1814-1898) | Maria Antonia van Bourbon-Sicilië (1814-1898) | Maria Antonia van Bourbon-Sicilië (1814-1898) | Maria Antonia van Bourbon-Sicilië (1814-1898) |                                            |                                            |                                        |                                        |                                           |                                           |                                           |                                           |                                           |                                           |  |  |                      |                      |                      |                      |                      |                      |
|                                           |                                           |                                           |                                           |                                           |                                           |                                       |                                       |                                       |                                       | Leopold II van Toscane (1797-1870)   | Leopold II van Toscane (1797-1870)   | Leopold II van Toscane (1797-1870)   | Leopold II van Toscane (1797-1870)   | Leopold II van Toscane (1797-1870) | Leopold II van Toscane (1797-1870) |                                              |                                              |                                              |                                              |                                              |                                              |  |  |                                           |                                           |                                           |                                           |                                           |                                           | Maria Antonia van Bourbon-Sicilië (1814-1898) | Maria Antonia van Bourbon-Sicilië (1814-1898) | Maria Antonia van Bourbon-Sicilië (1814-1898) | Maria Antonia van Bourbon-Sicilië (1814-1898) | Maria Antonia van Bourbon-Sicilië (1814-1898) | Maria Antonia van Bourbon-Sicilië (1814-1898) |                                            |                                            |                                        |                                        |                                           |                                           |                                           |                                           |                                           |                                           |  |  |                      |                      |                      |                      |                      |                      |
|                                           |                                           |                                           |                                           |                                           |                                           |                                       |                                       |                                       |                                       |                                      |                                      |                                      |                                      |                                    |                                    |                                              |                                              |                                              |                                              |                                              |                                              |  |  |                                           |                                           |                                           |                                           |                                           |                                           |                                               |                                               |                                               |                                               |                                               |                                               |                                            |                                            |                                        |                                        |                                           |                                           |                                           |                                           |                                           |                                           |  |  |                      |                      |                      |                      |                      |                      |
|                                           |                                           |                                           |                                           |                                           |                                           |                                       |                                       |                                       |                                       |                                      |                                      |                                      |                                      |                                    |                                    |                                              |                                              |                                              |                                              |                                              |                                              |  |  |                                           |                                           |                                           |                                           |                                           |                                           |                                               |                                               |                                               |                                               |                                               |                                               |                                            |                                            |                                        |                                        |                                           |                                           |                                           |                                           |                                           |                                           |  |  |                      |                      |                      |                      |                      |                      |
| Marie Isabella van Oostenrijk (1834-1901) | Marie Isabella van Oostenrijk (1834-1901) | Marie Isabella van Oostenrijk (1834-1901) | Marie Isabella van Oostenrijk (1834-1901) | Marie Isabella van Oostenrijk (1834-1901) | Marie Isabella van Oostenrijk (1834-1901) |                                       |                                       | Ferdinand IV van Toscane (1835-1906)  | Ferdinand IV van Toscane (1835-1906)  | Ferdinand IV van Toscane (1835-1906) | Ferdinand IV van Toscane (1835-1906) | Ferdinand IV van Toscane (1835-1906) | Ferdinand IV van Toscane (1835-1906) |                                    |                                    | Karel Salvator van Oostenrijk (1839-1892)    | Karel Salvator van Oostenrijk (1839-1892)    | Karel Salvator van Oostenrijk (1839-1892)    | Karel Salvator van Oostenrijk (1839-1892)    | Karel Salvator van Oostenrijk (1839-1892)    | Karel Salvator van Oostenrijk (1839-1892)    |  |  | Maria Louisa van Oostenrijk (1845-1917)   | Maria Louisa van Oostenrijk (1845-1917)   | Maria Louisa van Oostenrijk (1845-1917)   | Maria Louisa van Oostenrijk (1845-1917)   | Maria Louisa van Oostenrijk (1845-1917)   | Maria Louisa van Oostenrijk (1845-1917)   |                                               |                                               | Luigi Salvatore van Oostenrijk (1847-1915)    | Luigi Salvatore van Oostenrijk (1847-1915)    | Luigi Salvatore van Oostenrijk (1847-1915)    | Luigi Salvatore van Oostenrijk (1847-1915)    | Luigi Salvatore van Oostenrijk (1847-1915) | Luigi Salvatore van Oostenrijk (1847-1915) |                                        |                                        | Johan Salvator van Oostenrijk (1852-1890) | Johan Salvator van Oostenrijk (1852-1890) | Johan Salvator van Oostenrijk (1852-1890) | Johan Salvator van Oostenrijk (1852-1890) | Johan Salvator van Oostenrijk (1852-1890) | Johan Salvator van Oostenrijk (1852-1890) |  |  | 3 zusters en 1 broer | 3 zusters en 1 broer | 3 zusters en 1 broer | 3 zusters en 1 broer | 3 zusters en 1 broer | 3 zusters en 1 broer |

## Noot
1. ↑  Louise van Toskane, Mijn leven, Gouda, s.a., pag. 27